# Casio CFX-9960GT
La Casio CFX-9960GT est une calculatrice graphique à écran LCD trois couleurs fabriquée par Casio à partir de 1996.

## Caractéristiques techniques
- Écran: 8192 points
- Nombre de lignes par écran: 8
- Nombre de caractères par ligne: 21
- Nombre de couleurs: 3 (bleu, vert, orange)
- Capacité mémoire: 64 Ko
- Connectivité: Port série RS232
- Poids: 190 g

## Programmation
La Casio CFX-9960GT est programmable avec un langage de type BASIC.